# 向麻山公園
向麻山公園（こうのやまこうえん）は、徳島県吉野川市の向麻山にある総合公園である。

## 地理
向麻山一帯を整備した総合公園で、山麓には児童公園やテニスコート・ゲートボール場、散策の小径などが設置されている。山頂は芝生広場が広がっており、竜眼神社と御嶽神社が鎮座する。
山内には桜が200本、つつじが500本、さつきが300本、それぞれ植えられており、花見の名所となっている。

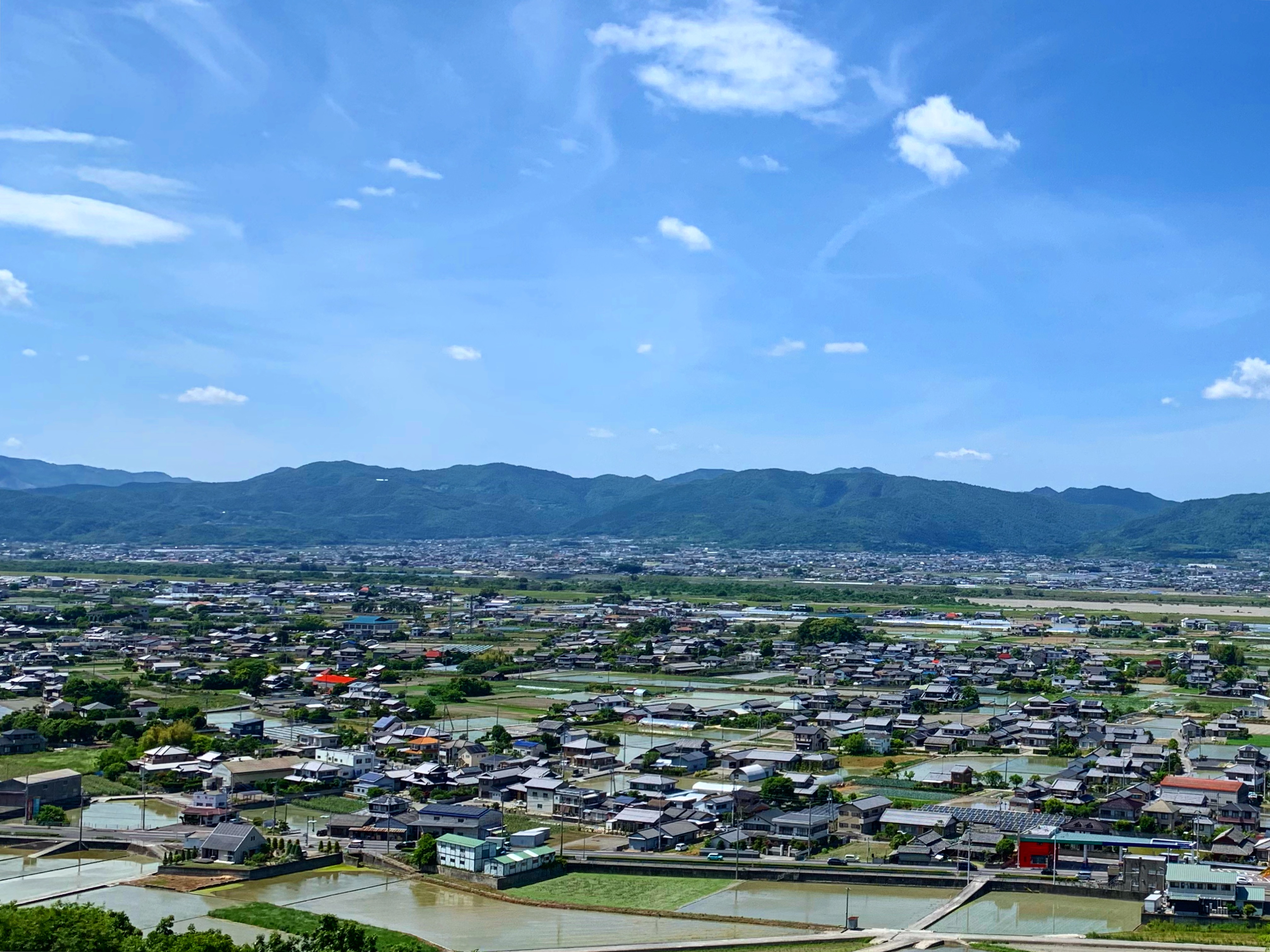
向麻山山頂からの景色。

## 施設
- 向麻山テニス場 - 2面。
- ゲートボール場
- 竜眼神社・御嶽神社 - 忌部氏ゆかりの神社。

## 交通
- JR徳島線「牛島駅」下車、車で約10分。または徒歩約30分。